# Junonia virilis
Junonia virilis är en fjärilsart som beskrevs av Embrik Strand 1912. Junonia virilis ingår i släktet Junonia och familjen praktfjärilar. Inga underarter finns listade i Catalogue of Life.